# اسون لیندکویست
اسون لیندکویست (سوئدی: Sven Lindqvist؛ ۲۶ مارس ۱۹۰۳ – ۲۵ ژانویه ۱۹۸۷) بازیکن فوتبال اهل سوئد بود.
وی در بازی‌های المپیک تابستانی ۱۹۲۴ برندهٔ مدال برنز شده‌است.